# NGC 4895
NGC 4895 ist eine 13,2 mag helle Linsenförmige Galaxie vom Hubble-Typ S0 im Sternbild Haar der Berenike, die etwa 380 Millionen Lichtjahre von der Milchstraße entfernt ist. Sie bildet zusammen mit dem Nicht-NGC-Objekt PGC 44717 (auch NGC 4895 A genannt) eine optische Doppelgalaxie.
Die Galaxie wurde am 5. Mai 1864 vom deutsch-dänischen Astronomen Heinrich Louis d’Arrest entdeckt.